# Crossopalpus pilipes
Crossopalpus pilipes är en tvåvingeart som först beskrevs av Friedrich Hermann Loew 1859.  Crossopalpus pilipes ingår i släktet Crossopalpus och familjen puckeldansflugor. Inga underarter finns listade i Catalogue of Life.